# 은밀하게 음란하게
"은밀하게 음란하게"는 한국에서 제작된 이세일 감독의 2014년 멜로/로맨스 영화이다. 백세리 등이 주연으로 출연하였다.

## 출연

### 주연
- 백세리
- 민신애
- 진시원

### 조연
- 이경민
- 신영웅